# Kliper

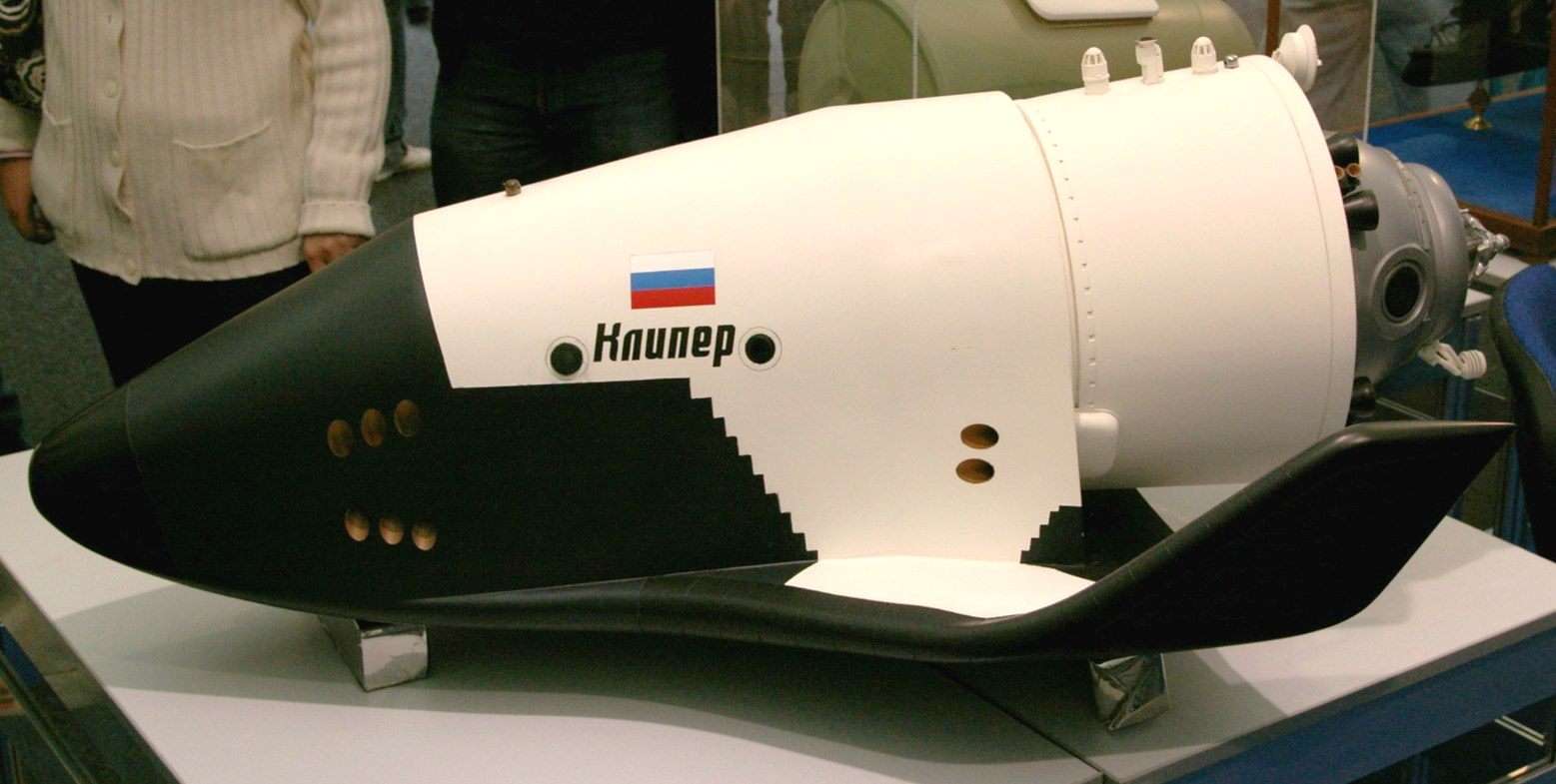
Modelo em pequena escala do Kliper.

O Kliper (em russo:  Клипер, "clipper") foi um conceito proposto de nave espacial tripulada parcialmente reutilizável pela RKK Energia. Devido à falta de financiamento da ESA e da Roscosmos, o projeto foi adiado indefinidamente até 2006, e em novembro daquele ano o projeto foi cancelado de forma não oficial.
Projetado primeiramente para substituir a Soyuz, o Kliper foi proposto em duas versões: como um projeto puro de corpo sustentante e como um avião espacial com asas pequenas. Em ambos os casos, a nave teria sido capaz de deslizar na atmosfera em um ângulo que produz muito menos estresse sobre a tripulação do que a atual Soyuz. O Kliper foi projetado para ser reutilizável e capaz de transportar até seis pessoas e para realizar serviços de transporte entre a Terra e a Estação Espacial Internacional (EEI). A nave poderia permanecer por um ano inteiro acoplada à EEI ou permanecer em voo autonômico durante 15 dias, e descer da órbita terrestre por 25 vezes.
O Kliper prometia concorrer com os veículos de exploração espacial que a NASA pretende desenvolver para substituir os ônibus espaciais, os quais foram aposentados em 2011. Os russos, carentes de fundos para o desenvolvimento do projeto tentou uma parceria com as agências espaciais japonesa e europeia para a construção da espaçonave. Outro motivo do seu desenvolvimento, foi o de se acoplar a uma nave construída no espaço e esta de ir a Marte.

## Anúncio do programa
A ideia do Kliper foi desenvolvida a partir de 2000, embora desde 1990 já existisse, no âmbito dos projetos espaciais russos, planos para sua construção. Em fevereiro de 2004, Nikolai Moiseyev, um dos diretores da Agência Espacial Federal Russa (FSA), informou aos jornalistas que o projeto da nave Kliper havia sido incluído como uma das metas do programa espacial russo e deveria ser desenvolvido ao longo do período 2005-2015. Pelo cronograma original, o primeiro lançamento da nave ocorreria em cerca de cinco anos. Externamente, o design do veículo era comparável ao do micro-ônibus espacial Hermes (cujo projeto foi criado pelos europeus, mas, posteriormente abandonado), ou ao do veículo de estudo da NASA, o X-38. O Kliper foi planejado para ser o sucessor da veterana espaçonave Soyuz, que tem sido utilizada ao longo de suas várias modificações, desde 1968.
O Kliper prometia concorrer com os veículos de exploração espacial que a NASA pretende desenvolver para substituir os ônibus espaciais, os quais foram aposentados em 2011. Os russos, carentes de fundos para o desenvolvimento do projeto tentaram uma parceria com as agências espaciais japonesa e europeia para a construção da espaçonave. Outro motivo do seu desenvolvimento, foi o de se acoplar a uma nave construída no espaço, possibilitando que esta chegasse a Marte mais facilmente. O principal engenheiro aeroespacial que trabalhou no desenvolvimento do Kliper foi o cientista Sergei Stoyko.

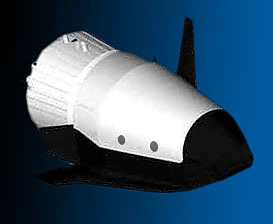
Esquema do transbordador Kliper.

## Pesquisas iniciais
Em 2005, projetos e maquetes do Kliper foram apresentados em várias feiras de aeronáutica e astronáutica, ao redor da Europa e Ásia, com a finalidade de conseguir parceiros  que estivessem interessados em participar do desenvolvimento e construção do veículo. A FSA olhou, em particular, para a ESA, que já havia se tornado sua parceira em algumas atividades, nos últimos anos. Em maio do mesmo ano, surgiram rumores, na imprensa, segundo os quais a Europa realmente se juntaria ao projeto do Kliper. Estes rumores ganharam força quando a Rússia e a ESA sinalizaram que poderia realmente acontecer uma cooperação para construir o Kliper, durante o Paris Air Show, em Le Bourget, em 10 de junho de 2005.
Vladimir Teneev, um dos principais projetistas do Kliper, em julho do mesmo ano, especulou sobre a contribuição da Europa no projeto, da seguinte maneira: as companhias europeias contribuiriam com aviônicos, materiais e sistemas da cabine. Muitas opções diferentes estiveram em questão, e em futuro próximo era esperado que grupos especializados de técnicos russos e europeus começassem os trabalhos. Em outubro, a ESA anunciou que surgira a possibilidade de incluir no projeto outros parceiros internacionais, como o Japão, para investir financeiramente no Kliper. Uma possível cooperação com a NASA foi descartada, uma vez que esta agência já trabalhava no desenvolvimento de um veículo próprio, o Crew Exploration Vehicle (CEV).
Um posterior elemento foi tornado público, em 12 de outubro de 2005, quando várias agências de notícias revelaram que a JAXA, a agência espacial japonesa, se aproximaria do projeto do Kliper. A JAXA tornou isto claro, afirmando que havia, realmente, um interesse, caso a ESA não o fizesse. Desta forma, o desenvolvimento do Kliper despontava como um projeto multinacional, uma potencial combinação da tradição russa em desenvolver foguetes lançadores com a tecnologia japonesa no âmbito da computação.
Conversas, em uma conferência de imprensa, em fevereiro de 2004, haviam levantado a suspeita de que os russos previam custos em torno de 10 bilhões de rublos. Contudo, analistas de diferentes países consideraram tal valor muito baixo para o objetivo esperado. Em maio de 2005, o jornal The Guardian informou que os custos anunciados realmente estavam abaixo das estimativas apontadas por analistas estrangeiros. Diferentes fontes, em 2005, reportaram que o dinheiro necessário para o programa seria de aproximadamente 1.5 bilhão de euros e em 12 de Dezembro de 2005, um artigo publicado pela ESA confirmava tal informação.
Em 14 de julho de 2005, o governo russo aprovou o orçamento para seu programa espacial no período entre 2006 e 2015, chegando a valores que se mostravam proibitivos. The budget included the needed funding for the Kliper program. Por esta época, a ESA e a JAXA se afastaram ainda mais de qualquer possibilidade de parceria com a Rússia no âmbito do projeto e desenvolvimento do Kliper.

## Características técnicas
O transportador Kliper, tal qual o micro-ônibus espacial Hermes , foi baseado na criação de uma espaçonave reutilizável que serviria ao envio de carga e tripulação ao espaço, a baixo custo, havendo características comuns entre as duas naves: os motores de inserção orbital seriam destacáveis e o veículo seria montado sobre um foguete, por ocasião de seu lançamento (foguete este que seria no padrão do europeu Ariane 5 ou da família de lançadores russos Soyuz). Devido à entrada em serviço da cápsula Automated Transfer Vehicle (ATV), da ESA, para reabastecimento da ISS, a construção do Kliper deixou de ser uma prioridade para os russos. A maior vantagem da utilização do Kliper seria o fato deste veículo ser capaz de conduzir, simultaneamente, carga e uma tripulação de até seis cosmonautas, de acordo com os projetos preliminares. 

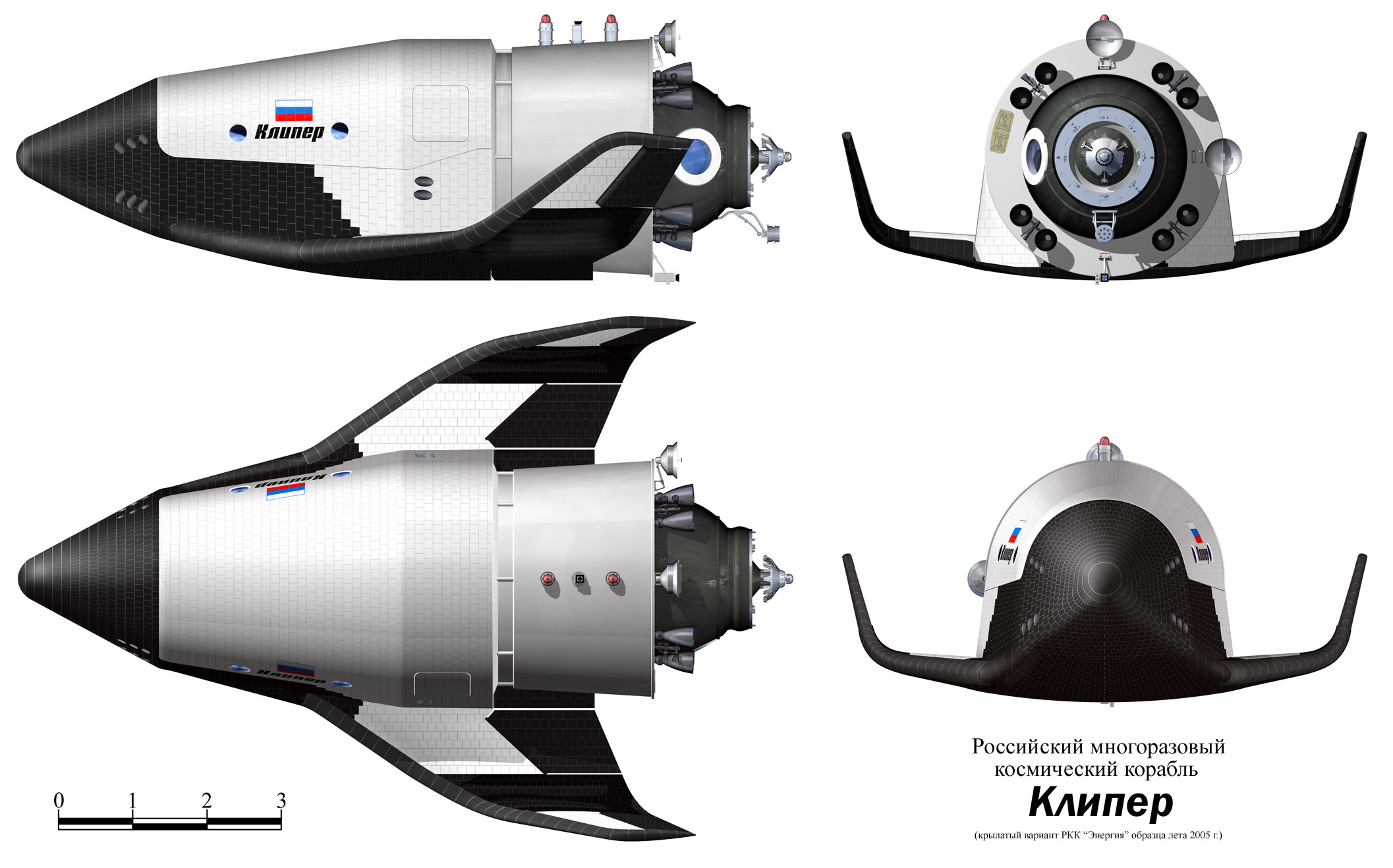
Aspecto da nave Kliper

Outra das características do Kliper seria sua capacidade de permanecer no espaço por um período de seis a doze meses, acoplado à ISS, para substituir as atuais naves Soyuz como botes salva-vidas na estação espacial.
As medidas do Kliper seriam:
- Comprimento: 11,5 m
- Diâmetro: 3 m
- Envergadura: 7,5 m
- Volume total da cabine: 20 m³
- Carga útil máxima: 700 kg
- Peso: 14,5 t[13]

O Kliper poderia ser utilizado para a substituição de tripulantes na ISS, levando uma nova tripulação à estação espacial e trazendo outra à Terra, sem a necessidade de depender dos ônibus espaciais estadunidenses (na época em que foi concebido o projeto do Kliper, os ônibus espaciais estadunidenses ainda estavam em uso), agilizando os projetos internacionais e com uma carga econômica, muito inferior ao custo de lançamento de um transportador dos Estados Unidos.
O projeto do Kliper apresentava uma aerodinâmica muito melhorada, que permitia reduzir consideravelmente a força g a que são submetidos os tripulantes. Ademais, oferecia uma área para a higiene pessoal e um módulo para acoplamento na ISS.
Outra das vantagens do transportador russo era sua capacidade de reutilização a um menor custo. O Kliper foi pensado para ser utilizado cerca de 40 vezes, menos que as 100 planejadas para os ônibus espaciais estadunidenses. Embora isso tornasse sua vida útil menor que as naves dos Estados Unidos, o custo do Kliper, por unidade, ainda seria compensador. O Kliper também teria painéis para a captação de energia solar, tal como ocorre com as naves Soyuz (e também com as naves chinesas Shenzhou, que basicamente nada mais são que versões levemente modificadas das naves Soyuz russas, segundo os desenhos publicados pela NPO Energomash, responsável pelo seu projeto e construção. 

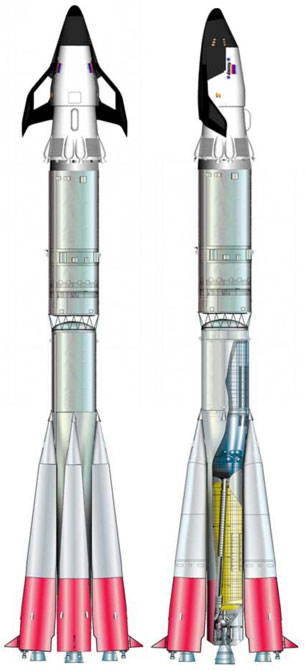
Nave Kliper acoplada em foguete Soyuz

### Primeiro voo e objetivos dos voos regulares
Em 2004, já havia sido anunciado que o veículo Kliper faria seu primeiro voo no início de 2010 ou 2011, a mesma época em que os ônibus espaciais estadunidenses deveriam deixar de ser utilizados. Contudo, foi reportado pela BBC, em 27 de setembro de 2005, que o primeiro voo de teste da nave, provavelmente, não ocorreria antes de 2011 ou 2012 e que as navs Soyuz continuariam a ser utilizadas até por volta de 2014. Um artigo em 3 de dezembro afirmava que o presidente da RKK Energia, Nikolai Sevastyanov, informara que uma missão inaugural da nave havia sido adiada novamente, desta vez para meados de 2015. Finalmente, foi anunciado que o projeto estava cancelado, por tempo indeterminado, e que a Rússia desenvolveria uma nova variante da nave Soyuz.

## Problemas Financeiros
Em 28 de setembro de 2005, a Agência Espacial Russa ofereceu o projeto à ESA e esta viu a possibilidade de assumir o desenvolvimento do Kliper com relativo otimismo, pelo menos num primeiro momento. A ESA chegou a anunciar a possível utilização da nave para a realização de voos tripulados à órbita da Terra e à Lua. Contudo, a ideia não avançou, pois no início de 2006, os europeus rechaçaram a proposta, por considerar o projeto do Kliper muito antiquado, oneroso e com poucas definições; além disso, os interesses de sua agência espacial giravam em torno do desenvolvimento e manutenção da ISS, de modo que, em outubro de 2006, os russos cogitaram uma parceria com as autoridades espaciais japonesas: a Rússia ofereceria seu conhecimento técnico e os japoneses, os recursos financeiros. Embora também seja um parceiro no projeto da ISS, o Japão anunciou que estudaria a oferta. Contudo, esta ideia também foi posta de lado. Finalmente, problemas estruturais e pequenas falhas de projeto, levaram ao definitivo cancelamento do Kliper, em 18 de julho do mesmo ano. A empresa Energia, que havia anunciado que tentaria buscar financiamento privado, numa tentativa de não deixar morrer a ideia de construir o Kliper, terminou reconhecendo que sem financiamento público seria difícil levar adiante o projeto. Por fim, em fins de julho de 2006, a ESA anunciou sua intenção de colaborar com os russos, mas em outro projeto, o do Crew Space Transportation System (CSTS), projeto este iniciado em setembro de 2006, objetivando a criação de um veículo derivado da Soyuz. Tratava-se de um projeto sem nenhuma conexão com a manutenção da nave Soyuz ou, muito menos, do desenvolvimento do Cliper. Em fins de 2008, o novo administrador do programa espacial russo, Vitaly Lopota, anunciou que a Rússia precisava de uma nave para a realização de futuras missões à Lua e a Marte; na ocasião, ele anunciou que, ao invés de continuar trabalhando no desenvolvimento do Kliper, a Rússia se empenharia na criação de uma nova espaçonave, a ACTS, a ser desenvolvida entre 2009 e 2017-2018, nave esta que partiria do desenho da Soyuz e teria a parceria da ESA. Este anúnicio marcou a suspensão do projeto do Kliper.

## Design
Esta parte do artigo se concentra inteiramente no design do Kliper, conforme havia sido proposto pelos responsáveis pela construção da nave.

### Aspecto
O design do Kliper atendia à necessidade de resolver problemas de ordem geométrica em espaçonaves. A nave Soyuz é, basicamente, um habitáculo esférico acima de um veículo cilíndrico. Na eventualidade de uma emergência, o compartimento com a tripulação poderia facilmente ser ejetado (algo que já ocorreu, por exemplo, na missão Soyuz T-10-1, em setembro de 1983, e na missão Soyuz MS-10, em outubro de 2018). Caso o Kliper precisasse ser ejetado no lançamento, em uma emergência, a cabine, com a tripulação, seria desgarrada e pousaria de para-quedas. O Kliper também possuiria mecanismo de docagem, que lhe possibilitaria, por exemplo, unir-se a outra nave ou a uma estação espacial em órbita. Para facilitar tais manobras, o veículo possuiria um par de pequenos foguetes em sua extremidade dianteira.
O Kliper ainda apresentaria um sistema de escape que o habilitaria ser destacado por completo do foguete, numa emergência, caso fosse necessário.

### Design do módulo de pouso
No retorno a partir do espaço, o Kliper (módulo de pouso) poderia não apenas permitir uma suave descida dentro da atmosfera terrestre, tal qual a Soyuz, mas também possibilitar seu controle. Seus construtores afirmaram que a nave estaria habilitada para pousar em locais predeterminados dentro de uma área de cerca de um quilômetro quadrado. Originalmente, a proposta era de um veículo que pudesse pousar com para-quedas, mas também, numa versão alternativa, caso houvesse a necessidade, em uma pista de pouso, de modo análogo ao Space Shuttle. Um projetista do veículo comentou, em junho de 2005:
Nós temos 99% de certeza que [o Kliper] será uma espaçonave com pequenas asas, possibilitando que o veículo pouse em qualquer pista de classe militar, do tipo com três e três quilômetros e meio.
O Kliper teria sido uma nave capaz de transportar até seis cosmonautas e cerca de 700 quilos de carga (sendo a maioria experimentos e outros equipamentos utilizados para a realização de experimentos em órbita), e foi planejado para permanecer aproximadamente 15 dias em voo independente no espaço ou cerca de 360 dias acoplado à ISS. Isto representava uma mudança na filosofia dos voos espaciais russos, que nunca haviam tido uma nave que conduzisse carga e tripulação simultaneamente, ideias estas que haviam sido exploradas no Space Shuttle, estadunidense, ou no Buran. Cada orbitador foi projetado para realizar 25 voos espaciais, antes de ser retirado de serviço.

### Utilização de um módulo de manobras
Durante o outono de 2005, o projeto do Kliper foi novamente modificado. Nesta versão, o Kliper seria lançado a partir de um foguete e haveria uma segunda espaçonave envolvida no lançamento, o Parom, um lançador espacial. O Parom seria um veículo a ser mantido permanentemente em órbita, esperando pelo Kliper, e, após acoplagem, lhe serviria como motor de manobra. Também lhe permitira atingir órbitas mais elevadas, algo imprescindível para se unir à ISS, por exemplo. O Parom foi projetado para ser indefinidamente utilizado, sendo reabastecido seguidamente.

### Versão final
A versão do Kliper, apresentada por ocasião do orçamento de 2006, diferia novamente do projeto original. Este apresentava um veículo cujo corpo tinha asas mais largas, que, de acordo com a companhia Energia, poderiam ser dispostas em torno do módulo da tripulação, sendo ejetadas após a reentrada atmosférica. Nesta versão, o Kliper teria 7 toneladas a menos.

## Missões
O programa Kliper foi proposto como uma contraparte russo-europeia para o projeto estadunidense Orion e foi projetado para ser (assim como o Orion) parte de um sistema modular que permitiria viagens até a órbita da Terra e além, eventualmente à Lua ou mesmo Marte. O projeto modular incluiria a tripulação do Klipper e – dependendo da missão – um módulo de carga ou de propulsão. Informações a respeito de missões do Kliper além da baixa órbita terrestre chegaram a ser divulgadas pela RSC Energia, com uma pintura apresentada em dezembro de 2005, mostrando uma possível configuração do Kliper para viagens interplanetárias. O desenho era inteiramente teórico, mas fez com que muitos considerassem que os russos estivessem planejando voos para além da órbita da Terra. Esta configuração era diferente de qualquer outra até então apresentada e mostrava o Kliper provido de painéis solares, tal como as naves Soyuz, para prover o veículo de eletricidade. Na gravura, não ficava claro qual seria o método de propulsão.

## Foguetes propulsores
Os atuais foguetes lançadores das naves Soyuz poderiam não ter a capacidade de conduzir o Kliper ao espaço, porque esta espaçonave (em sua versão com o Parom) teria entre 13 e 14.5 toneladas métricas (com carga e tripulação), enquanto a Soyuz, apenas 8 toneladas métricas. Este foguete lançador foi desenvolvido para ser, exclusivamente, o lançador das Soyuz e os veículos que dela derivaram (como as naves de abastecimento de estações espaciais, as Progress, não tripuladas, e os extintos veículos Zond). Posteriormente, foi considerada a utilização do foguete Angara como lançador do Kliper. Após inúmeros adiamentos, este foguete deveria realizar seu voo inaugural em 2012; contudo, seu projeto tem sido seguidamente adiado.
Em outubro de 2005, Nikolay Moiseev, um dos diretores da Roskosmos, anunciou que o Kliper poderia ser lançado da base de Kourou, da ESA, na Guiana Francesa, na América do Sul. De fato, desde 2003 existia um projeto de lançar naves Soyuz a partir da Guiana Francesa. Apesar da distância da Rússia, o lançamento a partir desta base teria a vantagem de ocorrer nas imediações da Linha do equador, algo que possibilitaria uma considerável economia de combustível.